# Adamantisaurus
Adamantisaurus („Ještěr ze souvrství Adamantina“) byl rod středně velkého sauropodního dinosaura, žijícího v období pozdní (svrchní) křídy (asi před 72 až 66 miliony let) na území dnešní Brazílie. 

## Objev a popis
Zkameněliny adamantinasaura byly poprvé objeveny roku 1959, vědecky popsán byl ale až roku 2006. Jeho rodové jméno je odvozeno od názvu geologického souvrství Adamantina. Známo je dnes pouze šest fosilních ocasních obratlů tohoto velkého býložravého dinosaura. Vzhledem k tomu není příliš dobře známý a prozkoumaný, a také jeho systematické zařazení je zatím poněkud nejasné. Dosahoval pravděpodobně délky asi 13 metrů a hmotnosti kolem 5 tun.

## Paleoekologie
Tento sauropod obýval bohaté ekosystémy geologického souvrství Adamantina, v nichž bylo objeveno množství dalších dinosaurů, ale také krokodýlovitých plazů, obojživelníků a mnoha dalších skupin.